# 나의 특별한 사랑 이야기
《나의 특별한 사랑 이야기》(영어: Definitely, Maybe)는 독일, 영국, 미국, 프랑스에서 제작된 애덤 브룩스 감독의 2008년 로맨틱 코미디 영화이다. 라이언 레이놀즈, 아일라 피셔, 레이철 바이스, 엘리자베스 뱅크스, 애비게일 브레슬린, 케빈 클라인 등이 출연하였고, 팀 베번 등이 제작에 참여하였다.

## 출연
- 라이언 레이놀즈
- 아일라 피셔
- 데릭 루크
- 애비게일 브레슬린
- 엘리자베스 뱅크스
- 레이철 바이스
- 케빈 클라인
- 애덤 퍼라라
- 애니 퍼리스
- 리앤 밸러밴
- 네스터 서라노
- 알렉시 길모어
- 케빈 코리건
- 대니얼 에릭 골드

## 기타 제작진
- 배역: 앨리 패럴, 로라 로즌솔
- 미술: 스테퍼니 캐럴
- 세트: 엘런 크리스천슨
- 의상: 게리 존스